# Măieruș, Brașov
Măieruș, mai demult Măeruș, Măgheruș, Măghieruș, Alun (în dialectul săsesc Nâeršt, Nassbich, Nassbiχ, în germană Nußbach, Nussbach, în maghiară Szászmagyarós, Magyarós) este satul de reședință al comunei cu același nume din județul Brașov, Transilvania, România.
Localitatea este amplasată pe DN 13, km 30, are rețea de alimentare cu apă, energie electrică și este deservită de cale ferată cu stație pentru marfă la distanță de 7 km. Face parte din zona istorică numită Țara Bârsei.

## Istoric
Datorită poziției sale strategice, se presupune că localitatea a reprezentat un punct de interes pentru Cavalerii Teutoni, atunci când aceștia au fost aduși aici de către împăratul maghiar Andrei al II-lea, în 1211.
Primele documente referitoare la această așezare datează din 1377. 
Biserica fortificată, construită în secolul al XIV-lea, a fost înconjurată de ziduri având circa 6-8 m înălțime, din care nu au mai rămas decât fragmente. În urma unui incendiu devastator, biserica și clopotnița au fost refăcute în stil gotic, în 1573. 
În 1866 a fost construită șoseaua de legătură cu Brașovul, la care au lucrat muncitori italieni, iar în 1874 a fost construită și gara din Măieruș, pe linia nou apărută. În 1883 a fost ridicată vechea școală, înlocuită în 1911-1912 cu cea actuală, după planurile inginerilor brașoveni Bruss și Wagner.

## Demografie
În timpul ciumei din 1718-1719 din această localitate au pierit 230 de oameni. După depopularea masivă a satului, aceasta a primit un aflux de români, fapt care a modificat structura demografică. 
La recensământul din 1930 au fost înregistrați 1.626 locuitori, dintre care 958 germani, 533 români, 53 maghiari ș.a.
În timpul celui de-Al Doilea Război Mondial au murit 46 de măierușeni. În cadrul acțiunii de deportare a germanilor în Uniunea Sovietică au fost deportați 146 de măierușeni, dintre care 14 oameni au murit în U.R.S.S..
Potrivit recensământului intern al Bisericii Evanghelice în 1997 mai trăiau 132 de sași în localitate.

## Economie
Economia măierușană se bazează în principal pe exploatarea lemnului și creșterea animalelor, având largi suprafețe împădurite și multe pășuni.

## Învățământ și cultură
În sat se află o grădiniță și o școală generală. Corul din Măieruș a fost înființat în anul 1919.

## Galerie imagini

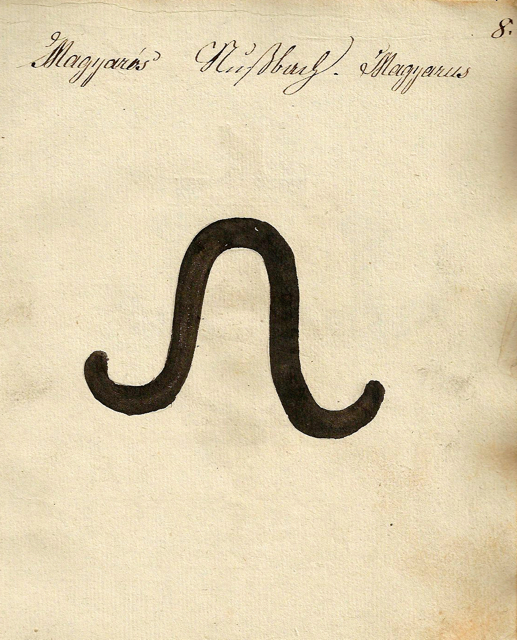
1826 - Danga pentru vitele din Măieruș
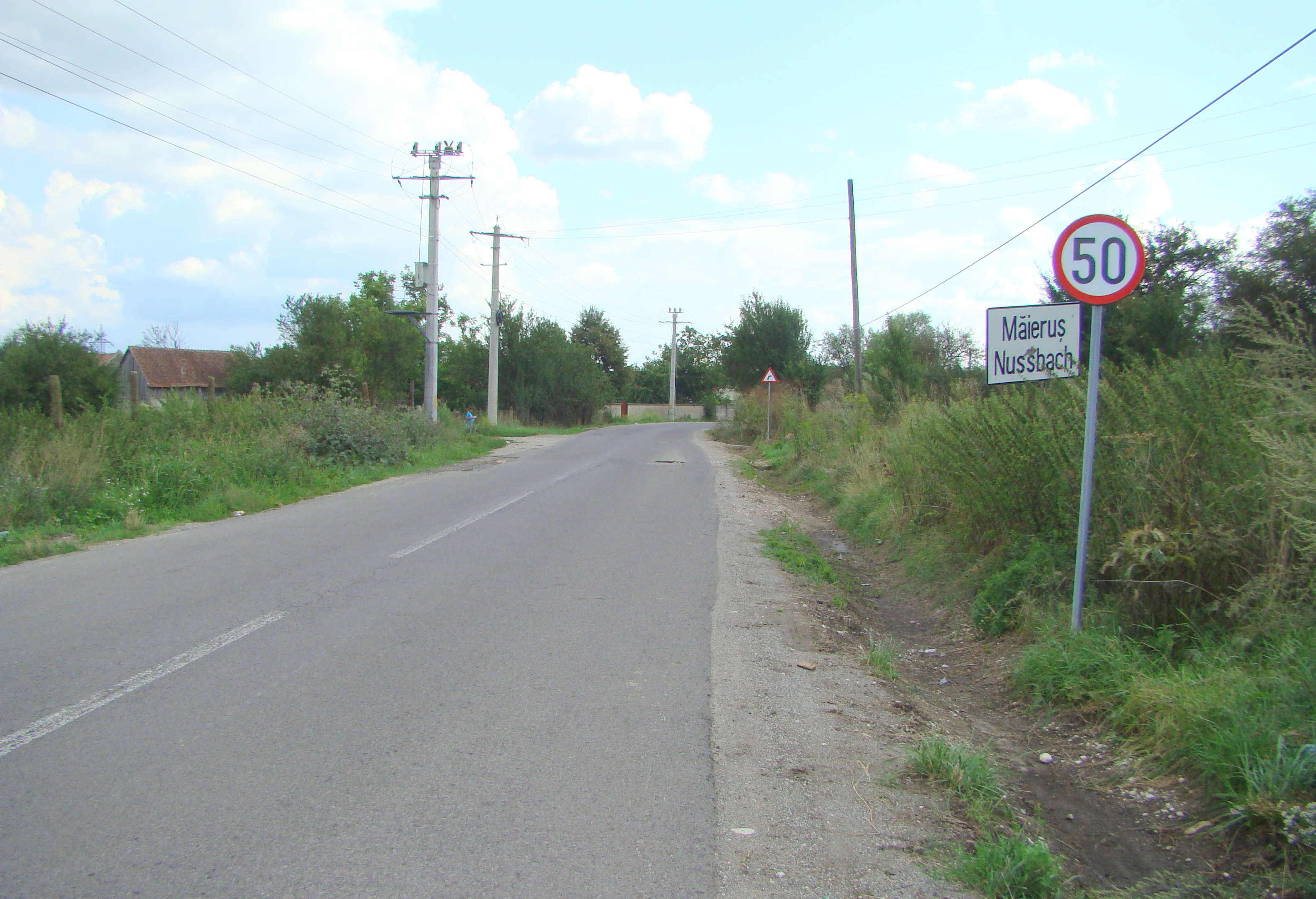
Intrarea în localitate
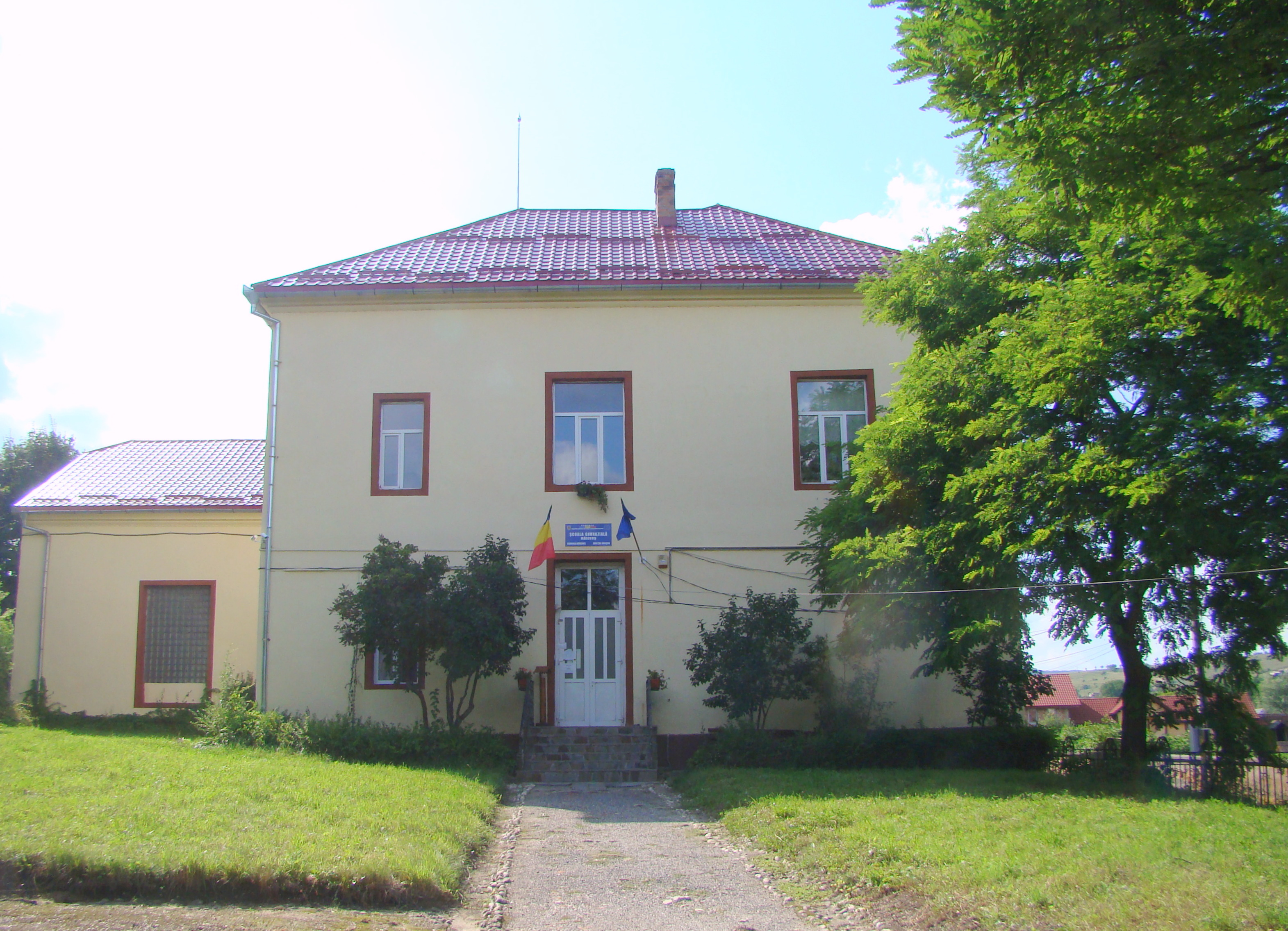
Școala
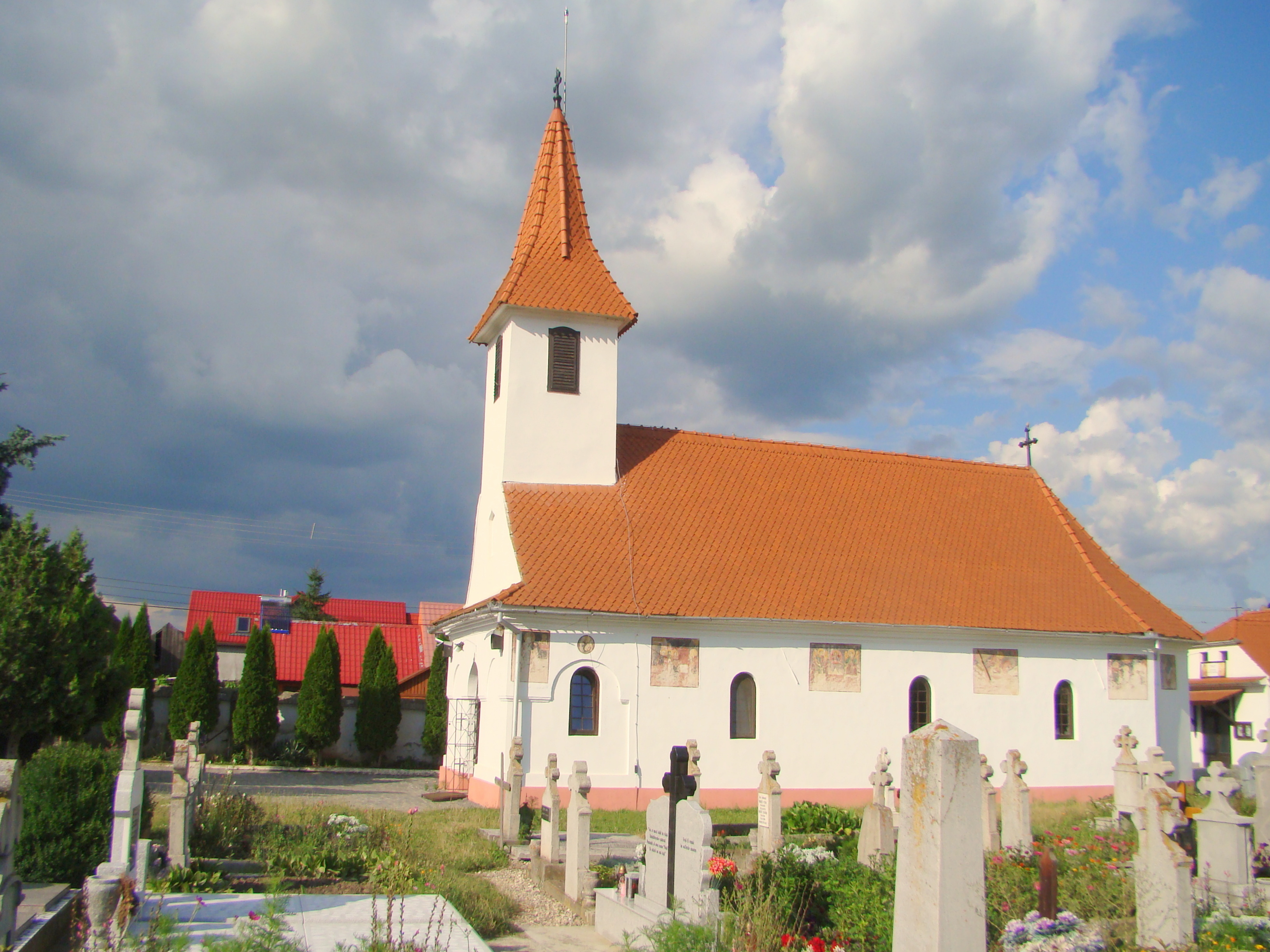
Biserica „Adormirea Maicii Domnului” (monument istoric)
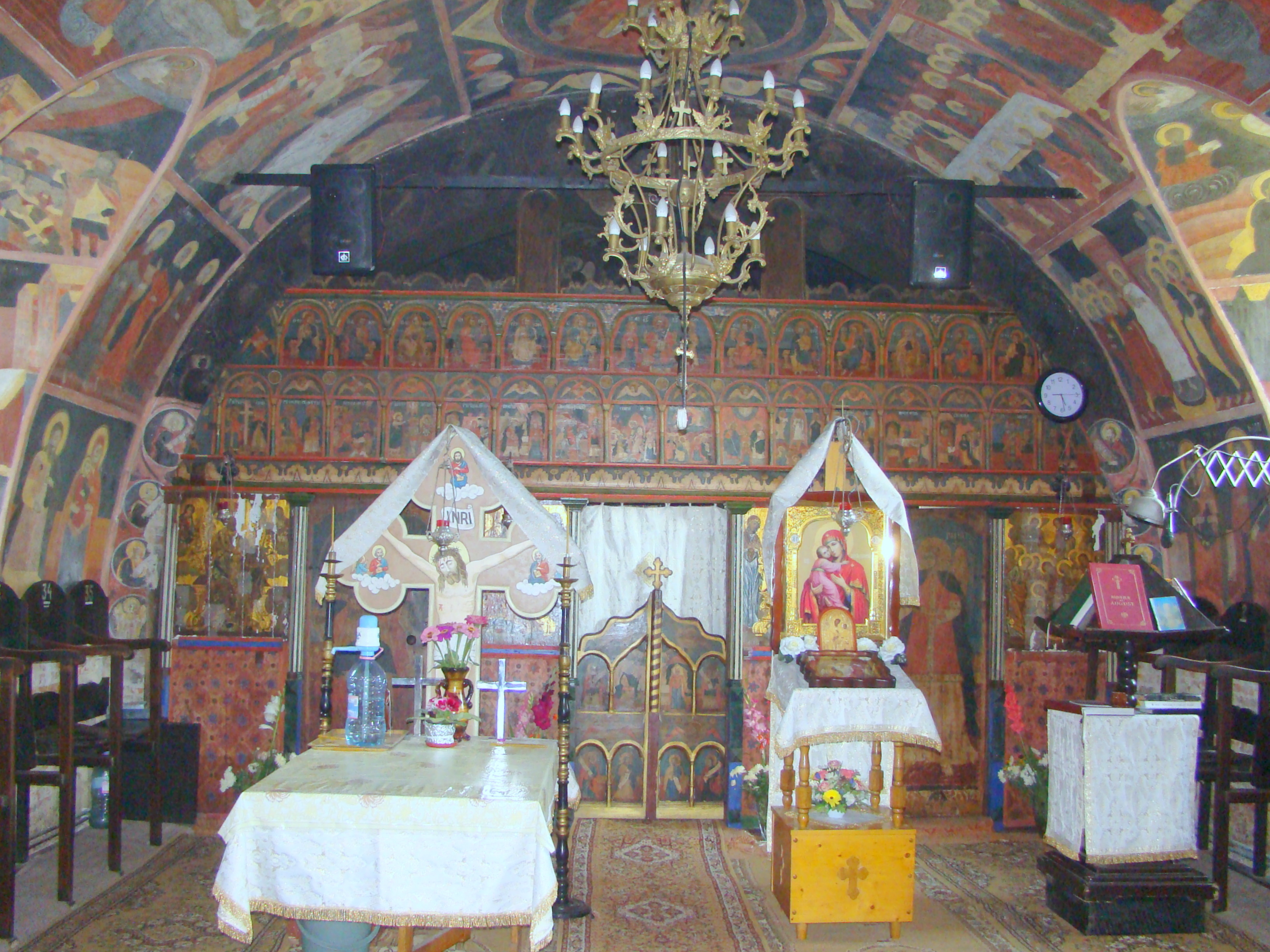
Biserica „Adormirea Maicii Domnului” (nava spre iconostas)
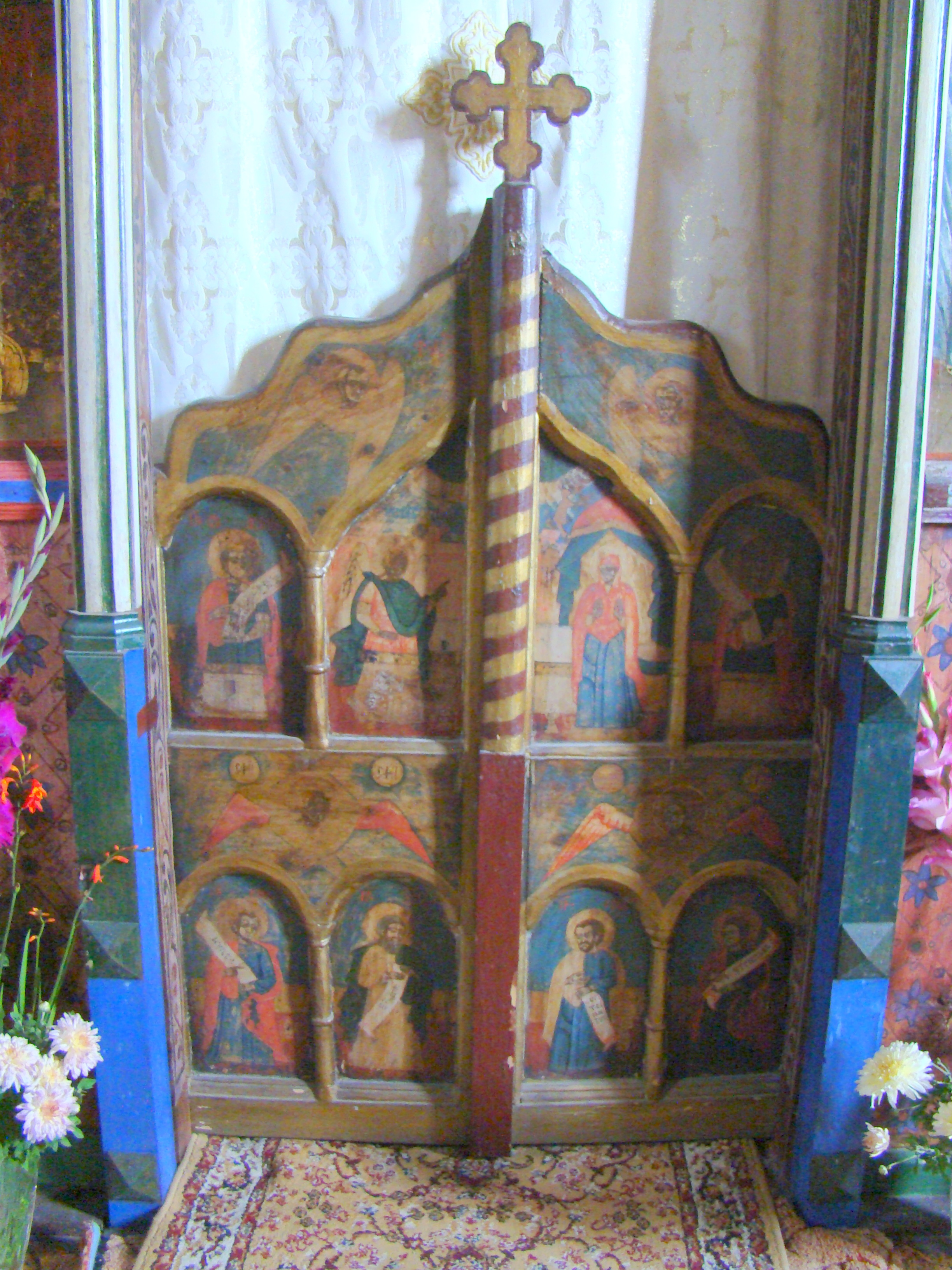
Ușile împărătești
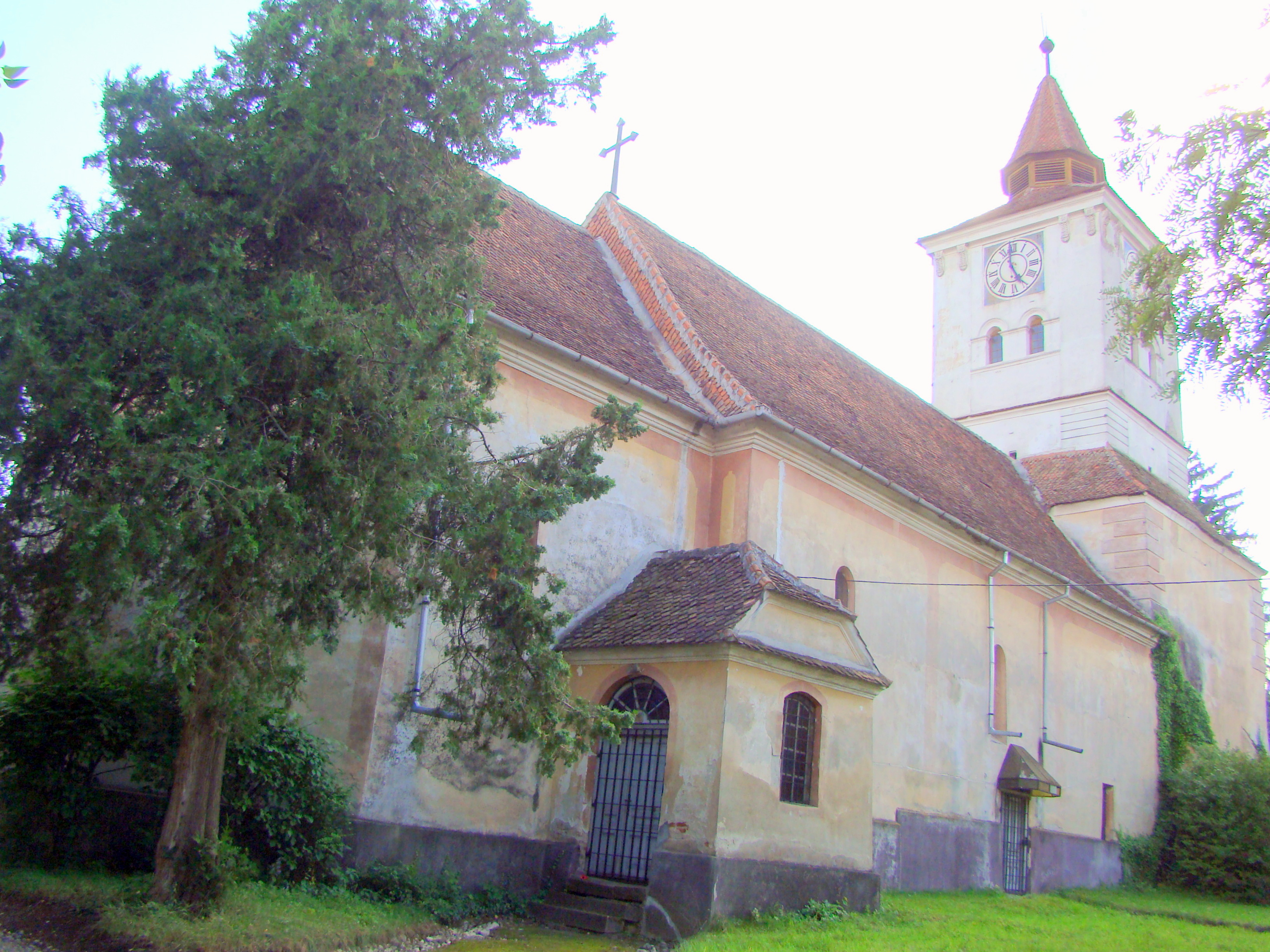
Biserica evanghelică fortificată (monument istoric)
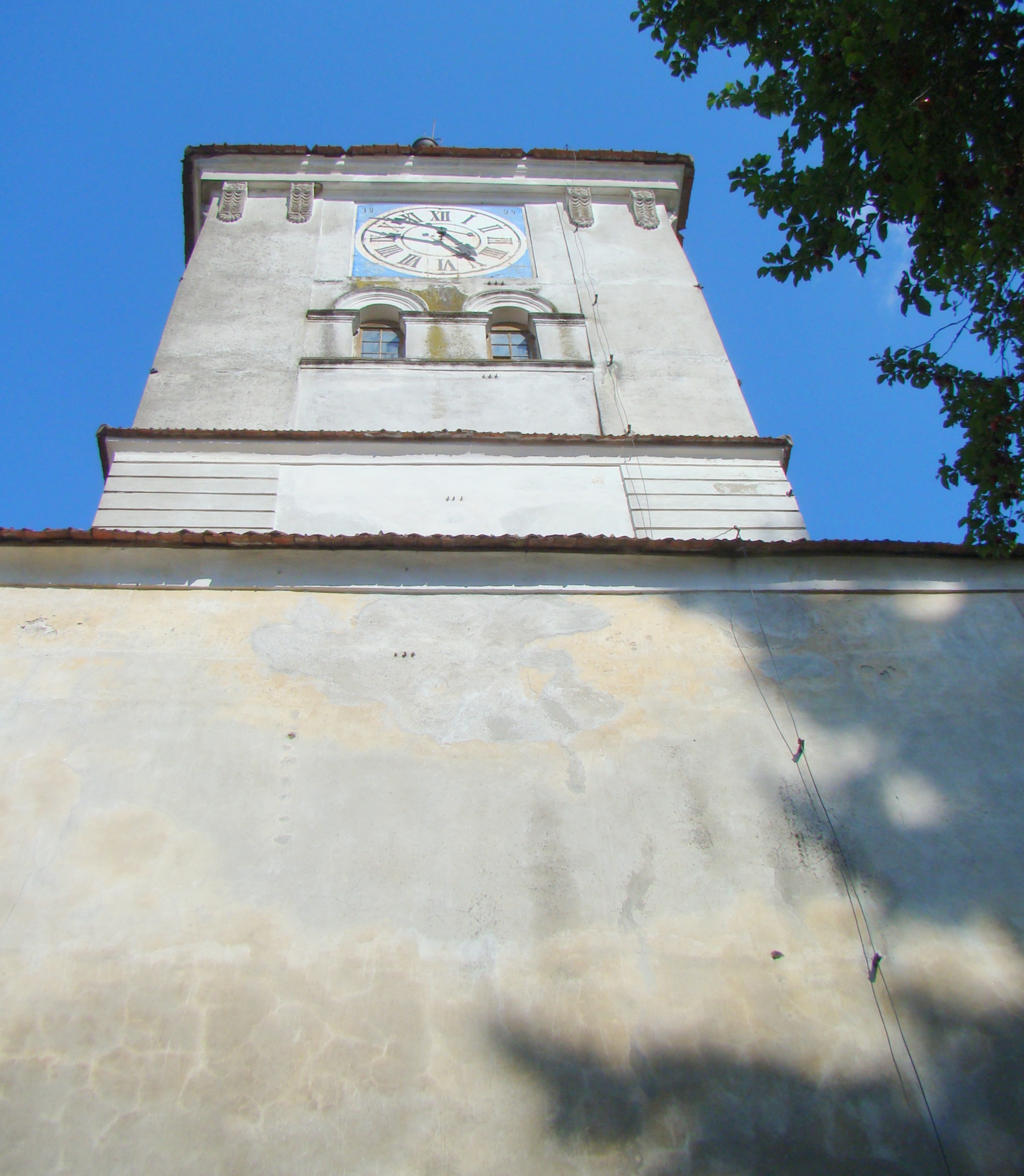
Turnul cu ceas
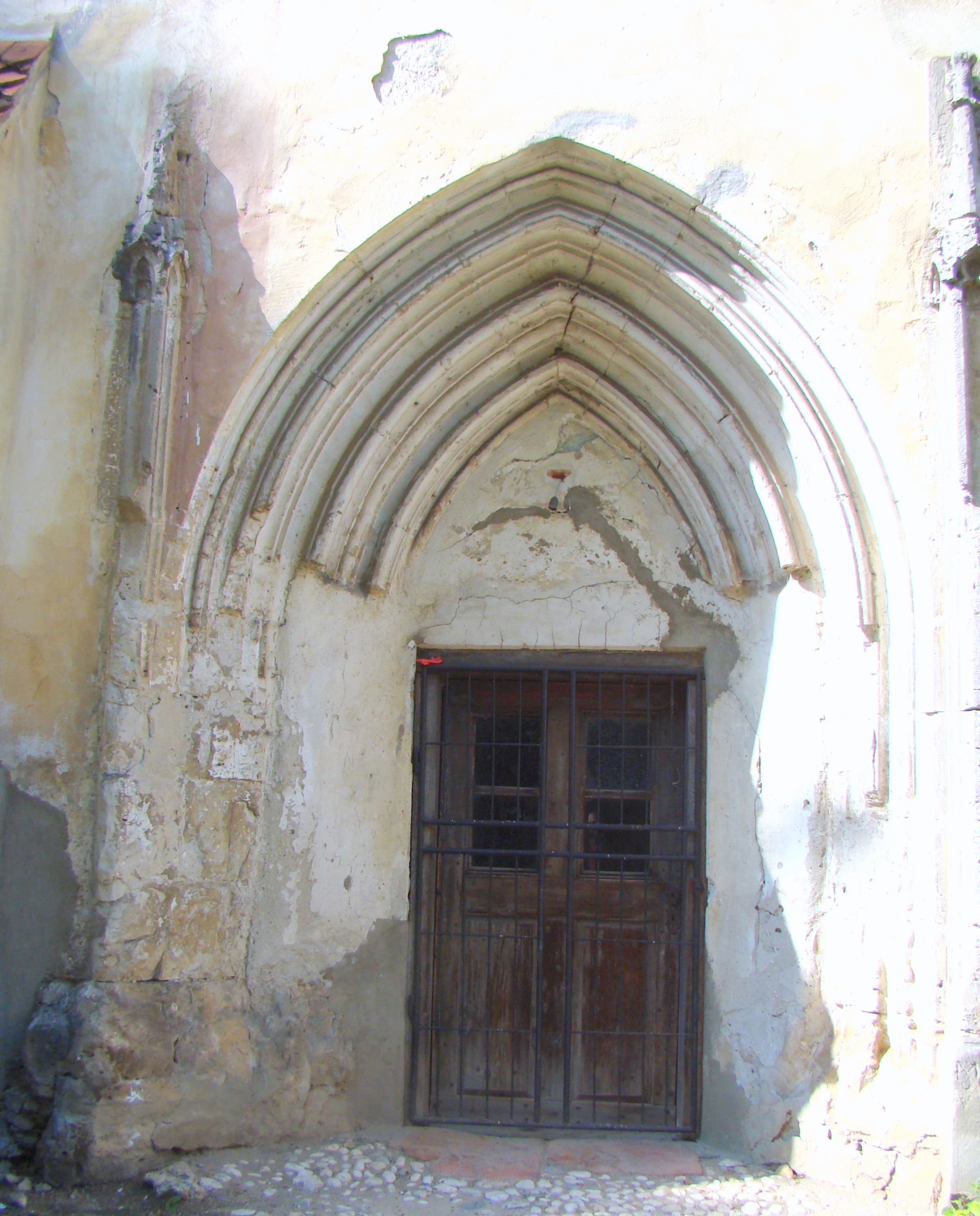
Portalul sudic
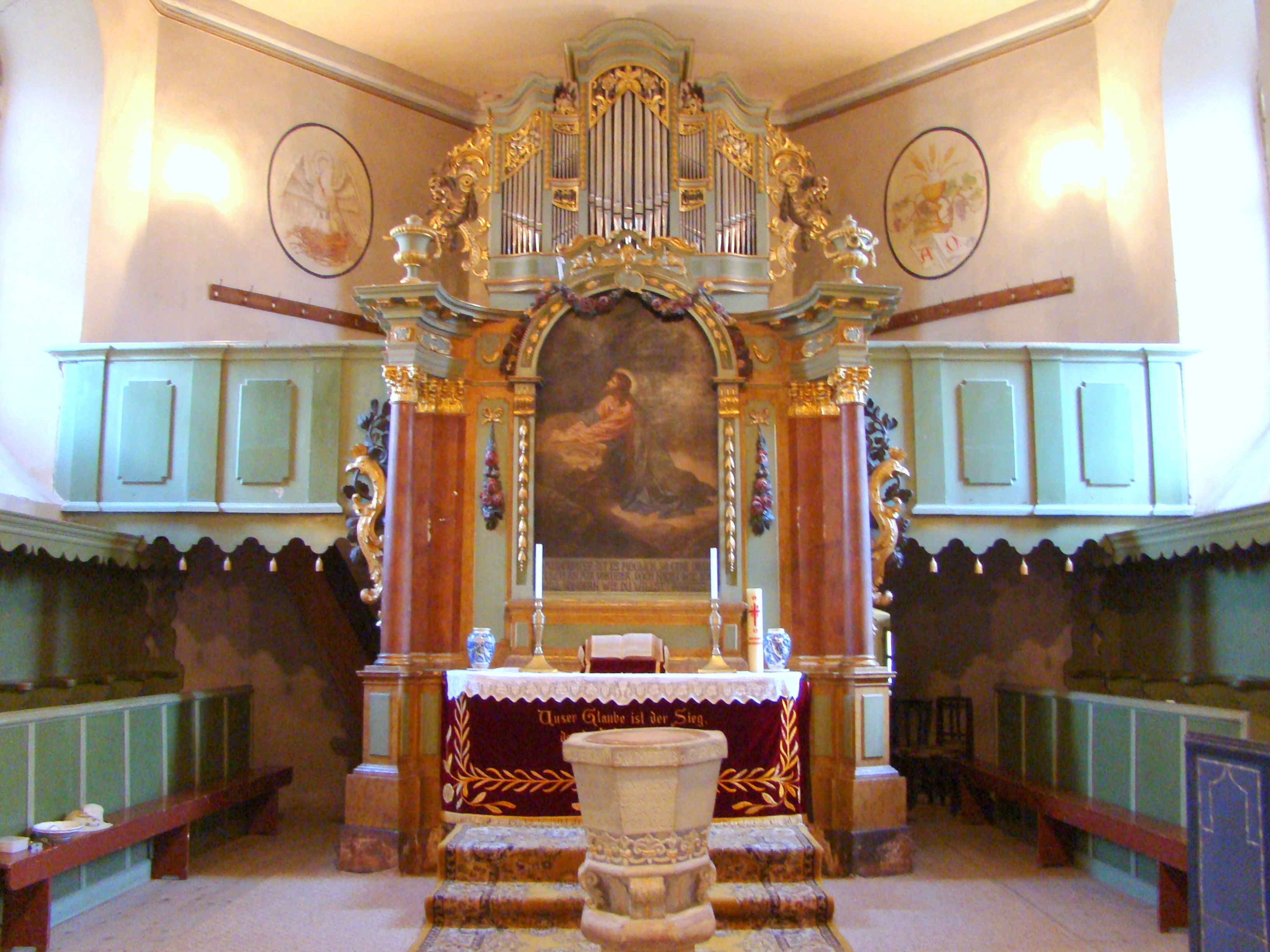
Ansamblul format din altar și orgă
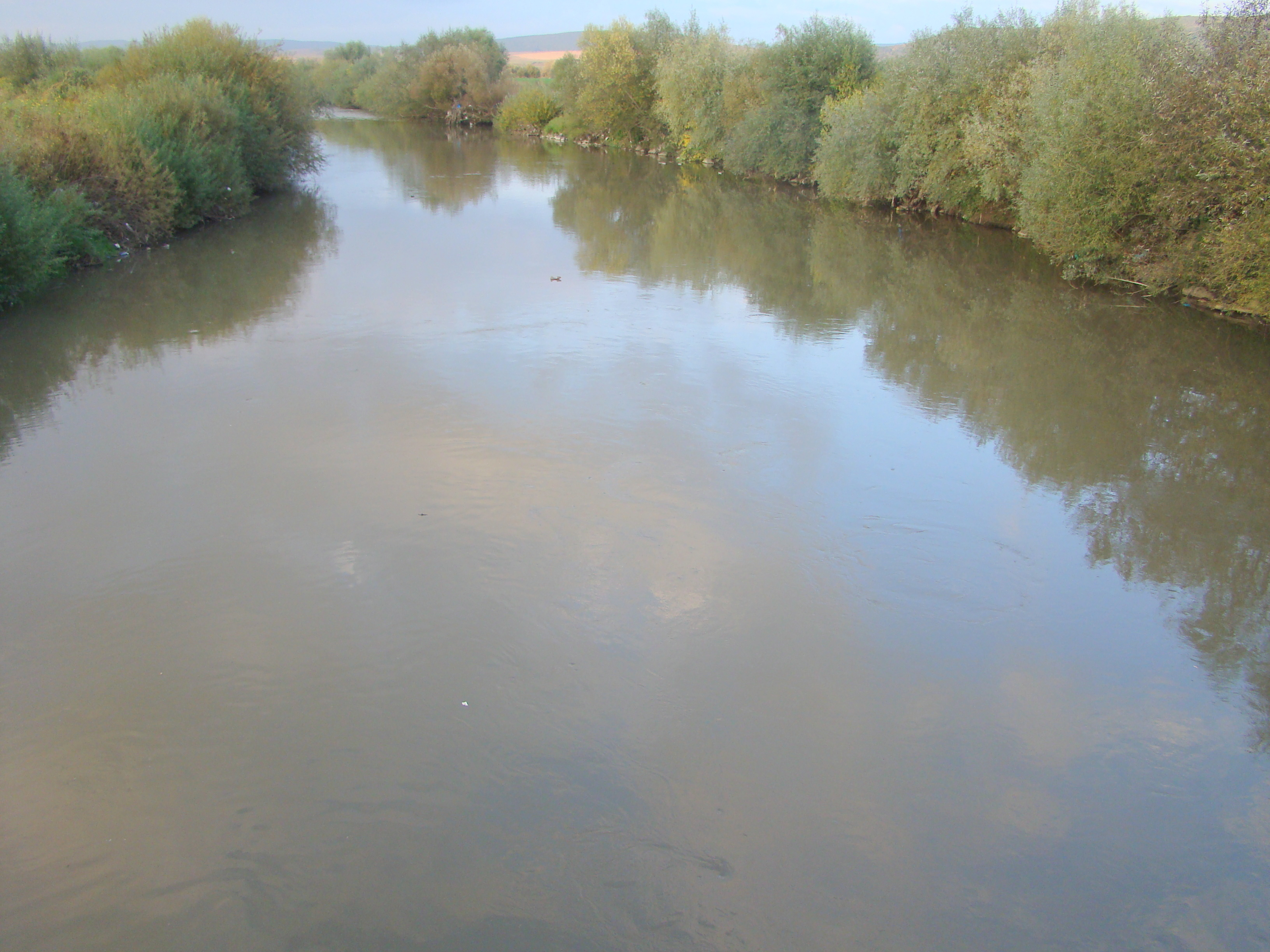
Oltul la Măieruș
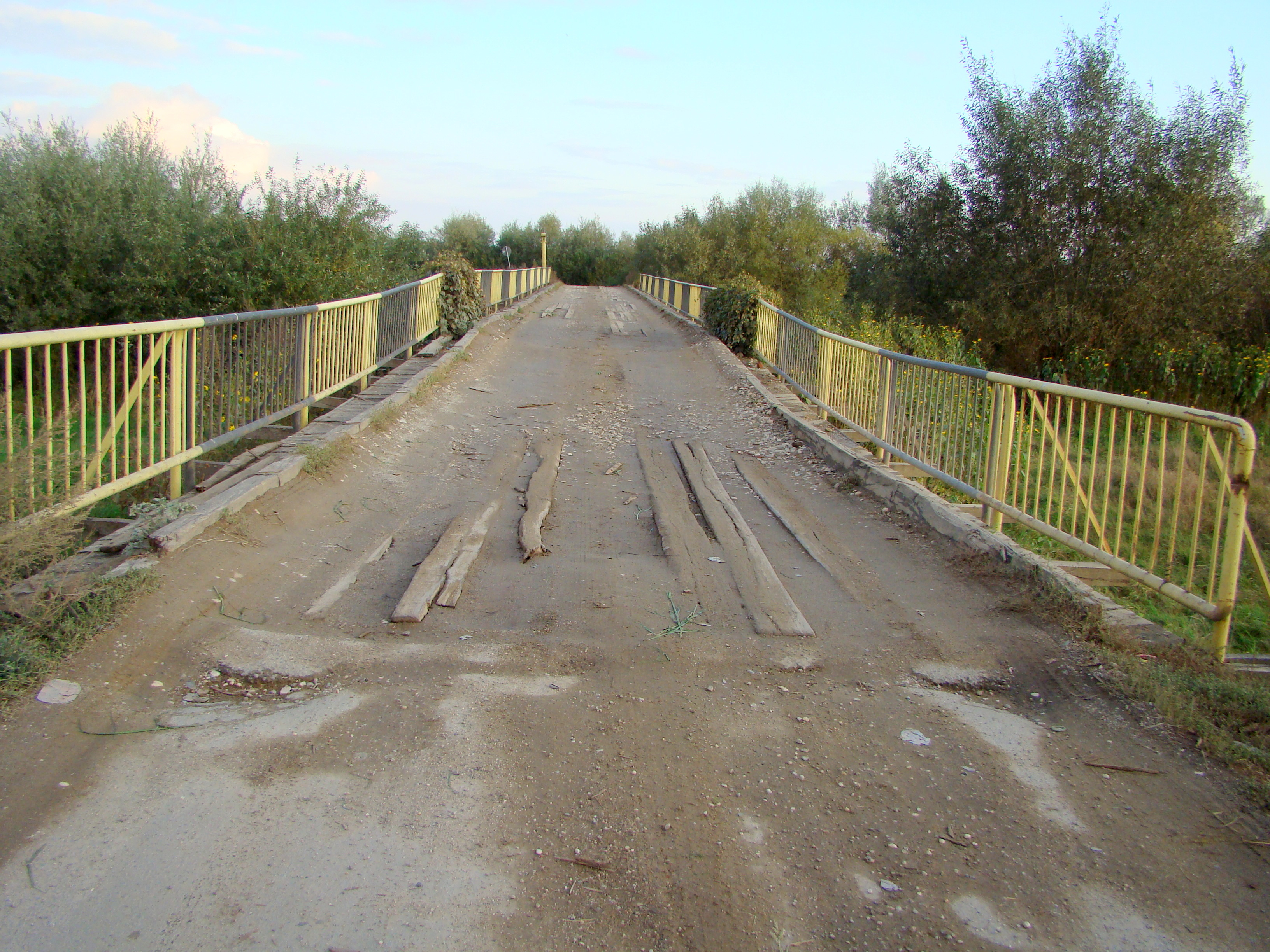
O „capodoperă” a infrastructurii rutiere: podul de lemn peste Olt, singurul pe o distanţă de zeci de km, se zgâlţâie chiar şi la trecerea unui autoturism